# Агломерация Лас-Вегаса

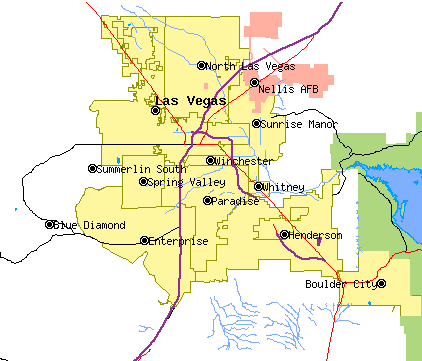
Города и сообщества Долины Лас-Вегас

Агломерация Лас-Вегаса (англ. Las Vegas metropolitan area) или Долина Лас-Вегаса (англ. Las Vegas Valley) — крупный мегаполис на юге американского штата Невада, крупнейшая городская агломерация штата и вторая по величине на Юго-западе США. Территория агломерации в значительной степени определяется формой рельефа долины Лас-Вегаса, площадью бассейна 600 квадратных миль (1600 км²), окруженной горами к северу, югу, востоку и западу от города. Агломерация включает в себя три крупнейших города Невады: Лас-Вегас, Хендерсон и Норт-Лас-Вегас. С 2003 года одиннадцать некорпоративных городов округа Кларк, являются частью статиистической зоны Лас-Вегас и составляют вместе с Лас-Вегасом крупнейшее сообщество в штате Невада.
Названия Лас-Вегас и Вегас взаимозаменяемо используются для обозначения Долины, Стрипа и города, а также для обозначения региона. Долину иногда называют «девятым островом» Гавайев, отчасти из-за большого количества выходцев с Гавайских островов, которые живут в Лас-Вегасе или регулярно приезжают в него.
С 1990-х годов наблюдается быстрый рост долины Лас-Вегас: её население утроилось с 741 459 человек в 1990 году до 2 227 053 человек в 2018 году. Лас-Вегас остаётся одним из самых быстрорастущих мегаполисов в Соединённых Штатах. За свою относительно короткую историю он занял важное место в сфере международного бизнеса, торговли, городского развития и развлечений, а также стал одним из самых посещаемых туристических направлений в мире. В 2014 году район Лас-Вегаса посетили рекордные 41 миллион человек, в результате чего валовой городской продукт в 2020 году превысил $100 млрд.

## История
Первым человеком посетившим долину Лас-Вегаса и не являвшимся коренным американцем, стал мексиканский разведчик Рафаэль Ривера в 1829 году. Лас-Вегас был назван мексиканцами из партии Антонио Армихо, в которую входил и Ривера, которые брали здесь воду, направляясь на север и запад по Старой испанской тропе из Техаса. В XIX веке на участках долины были артезианские колодцы, вода из которых поддерживали обширные зелёные зоны и луга, отсюда и название Лас-Вегас (Вегас в переводе с испанского означает «луга»).
Этот район был заселён фермерами-мормонами в 1854 году, а позже стал местом расположения форта армии США в 1864 году, положив начало давним отношениям южной Невадой и вооружённых сил США. С 1930-х годов Лас-Вегас стал развиваться как центр игровой индустрии и курорт, в первую очередь ориентированный на взрослых, заслужив со временем репутацию «Города Грехов», чему способствовала американская мафия.
В северо-восточном углу долины расположена база ВВС «Неллис», которая, как и другие участки, используемые различными федеральными агентствами, ограничивают рост долины с точки зрения географической площади.
В конце 1960-х годов бизнесмен Говард Хьюз стал скупать в долине отели-казино, а также теле- и радиостанции. Вслед за ним отели-казино в Лас-Вегасе начали приобретать крупные корпорации, и в течение следующих нескольких лет они при поддержке федерального правительства вытеснили из долины мафию. Постоянный поток туристических долларов из отелей и казино был дополнен новым источником федеральных денег от создания базы ВВС. Приток военнослужащих и искателей работы вызвал строительный бум.
Район Лас-Вегаса остаётся одним из лучших мест для развлечений в мире.

## Медиа
Крупнейшая ежедневная газета долины, Las Vegas Review-Journal, была основана в 1909 году как Clark County Review (современное название с 1926 года). Это крупнейшая газета в Неваде, которая входит в число 25 газет США по тиражам. В 2000 году газета обзавелась самая большой в мире газетной печатной машиной. Она стоила $40 млн долларов, весит 910 тонн и состоит из 16 башен. В 2018 году Review-Journal получил премию Sigma Delta Chi Award от Общества профессиональных журналистов за репортаж о стрельбе в Лас-Вегасе в 2017 году. В том же 2018 году журнал Editor and Publisher назвал Review-Journal одной из 10 газет в США, «делающих это правильно».
Ежедневная 8-страничная газета Las Vegas Sun была основана в 1950 году и принадлежит Greenspun Media Group. В 1989 году заключила The Sun соглашение о совместной деятельности с Review-Journal, которое действует до 2040 года. Издание известно как «политически либеральное». В 2009 году The Sun была удостоена Пулитцеровской премии за служение обществу за выявление высокой смертности среди строителей Лас-Вегас-Стрип из-за недостаточного контроля за соблюдением норм, что привело к изменениям в политике и повышению безопасности.
В Хендерсоне Greenspun Media Group издаёт бесплатный альтернативный еженедельник Las Vegas Weekly, основанный в 1992 году. Издание посвящено искусству, развлечениям, культурем и новостям Лас-Вегаса.
В Лас-Вегасе выходят журнал Desert Companion (посвящён ночной жизни Вегаса) и другие печатные СМИ.
Долину обслуживают 22 телевизионных и 46 радиостанций, а также два передатчика NOAA Weather Radio в Боулдер-Сити и на горе Потоси.

## Спорт
В агломерации присутствуют ряд профессиональных и полупрофессиональных спортивных команд, включая «Лас-Вегас Рэйдерс» (АФК НФЛ), «Вегас Голден Найтс» (НХЛ), «Лас-Вегас Эйсес» (ЖНБА), «Лас-Вегас Авиаторс» (PCL), «Хендерсон Силвер Найтс» (АХЛ) и ФК «Лас-Вегас Лайтс» (Чемпионшип ЮСЛ). Кроме того, в Лас-Вегас в 2027 году планирует переехать клуб Главной лиги бейсбола «Окленд Атлетикс». Также в Лас-Вегасе располагается UNLV Rebels, команда Невадского университета в Лас-Вегасе.
В агломерации имеется несколько крупных стадионов и дворцов спорта:
- Allegiant Stadium[англ.] (Парадайс (Невада); вместимость более 60 тысяч зрителей, домашняя арена для «Лас-Вегас Рэйдерс» и футбольной команды Университета Невады)
- «Ти-Мобайл Арена» (Парадайс (Невада); крытая многофункциональная арена на 12—20 тысяч мест, на которой играет «Вегас Голден Найтс»)
- Michelob Ultra Arena[англ.] (Парадайс (Невада); многоцелевая крытая арена на 12 000 мест, домашняя арена для «Лас-Вегас Эйсес» и «Лас-Вегас Дезерт Догс» из Национальной лиги лакросса)
- Las Vegas Ballpark[англ.] (Саммерлин-Саут; бейсбольный стадион на 10 000 мест, на котором играет «Лас-Вегас Авиаторс»)
- Cashman Field[англ.] (Даунтаун Лас-Вегас; стадион на 9—12,5 тысяч мест, домашняя арена ФК «Лас-Вегас Лайтс» и команды по американскому футболу «Вегас Вайперс[англ.]» из XFL)
- Dollar Loan Center[англ.] (Хендерсон (Невада); многоцелевая крытая арена на 5567 мест, на которой играет «Хендерсон Силвер Найтс», команда по арена-футболу «Вегас Найт Хокс[англ.]» и «Джи-Лига НБА Игнайт[англ.]» из Джи-Лига НБА).